# Massacre de la Ghouta
Ne doit pas être confondu avec Massacre de Damas.
Le massacre de la Ghouta est un double bombardement au sarin, arme chimique, perpétré le 21 août 2013, pendant la guerre civile syrienne, par les forces armées syriennes. Il frappe plusieurs villes et quartiers à l'est et au sud de Damas, en Syrie, dans l'ancienne oasis de la Ghouta, alors tenue par l'Armée syrienne libre. L'attaque a fait entre plusieurs centaines et près de 2 000 morts selon différentes estimations, et plusieurs milliers de blessés, la grande majorité des victimes étant des civils. Il s'agit de l'attaque chimique la plus meurtrière depuis le massacre de Halabja et la deuxième bataille d'al-Faw menés par l'armée irakienne en 1988.
Le régime Assad, ainsi que ses alliés la Russie et l'Iran, nie ses responsabilités et accuse l'opposition. La France, Israël, le Royaume-Uni, les États-Unis, l'Allemagne, la Turquie, le Canada, l'Australie, le Japon, la Corée du Sud, l'Espagne, l'Italie, la Ligue arabe et l'ONG Human Rights Watch affirment quant à eux que la responsabilité du régime est établie, en s'appuyant notamment sur des analyses, des témoignages d'anciens militaires syriens, des communications interceptées, et le fait que seul le régime était en capacité matérielle de déployer une attaque au sarin d'une telle ampleur.
À cette époque, la Syrie n'est pas signataire de la Convention sur l'interdiction des armes chimiques. En septembre 2013, face au risque d'une intervention militaire occidentale, la Russie propose un plan de démantèlement de l'arsenal chimique du régime syrien. Cette proposition est acceptée par les États-Unis et la Syrie intègre la Convention sur l'interdiction des armes chimiques et l'Organisation pour l'interdiction des armes chimiques (OIAC). Le Conseil de sécurité des Nations unies vote ensuite la résolution 2118 et, sous la supervision de l'OIAC et de l'ONU, l'arsenal et les installations déclarés par Damas sont détruits entre octobre 2013 et janvier 2016. Cependant, le régime syrien n'abandonne pas l'utilisation d'armes chimiques ; il commence dès octobre 2013 à recourir au chlore et dissimule une partie de ses stocks de sarin : en avril 2017, un nouveau massacre chimique au sarin a lieu à Khan Cheikhoun.
Des plaintes déposées dans plusieurs pays européens par des ONG syriennes sont en cours d'instruction, elles visent notamment Maher el-Assad, suspecté d'avoir ordonné l'attaque.

## Contexte

Situation dans la région de Damas en mars 2013.
Zone contrôlée par le régime syrien et ses alliés
Zone contrôlée par les rebelles
Zone contestée

Lorsque la guerre civile éclate, la Syrie fait partie des huit pays au monde — avec l'Angola, la Corée du Nord, l'Égypte, Israël, la Somalie et le Soudan du Sud — à ne pas avoir signé la Convention sur l'interdiction des armes chimiques, entrée en vigueur en 1997. Elle a cependant rejoint en 1968 le Protocole de Genève, qui comporte un engagement moral à ne pas utiliser d'armes chimiques, mais qui n'encadre ni la possession ni la production de ces armes,.
Le 23 juillet 2012, un porte-parole du ministère syrien des Affaires étrangères admet pour la première fois que la Syrie dispose d'un stock d'armes chimiques et précise que ces armes pourraient être utilisées en cas d'attaque par des forces étrangères. Il déclare toutefois que « n'importe quel stock d'armes de destruction massive à la disposition de l'armée syrienne ne sera jamais utilisé contre le peuple syrien ou des civils durant cette crise, quelles que soient les circonstances »,,,. Le 20 août 2012, le président des États-Unis Barack Obama avertit le « régime Assad, mais aussi à d'autres acteurs sur le terrain » que « le moindre mouvement ou emploi d'armes chimiques » aurait « d'énormes conséquences » et constituerait une « ligne rouge »,,,. Si cette dernière devait être franchie, le président américain menace d'une possible intervention militaire : « Jusqu'ici, je n’ai pas donné l’ordre d’intervenir militairement. [...] Si nous commencions à voir des quantités d’armes chimiques déplacées ou utilisées, cela changerait mon calcul et mon équation ». Cette position est également endossée deux jours plus tard par le Premier ministre britannique David Cameron. Le 27 août 2012, le président français François Hollande déclare également que l'emploi d'armes chimiques par le régime syrien serait « une cause légitime d'intervention directe »,. Cependant, marqué par la guerre d'Irak, pendant laquelle les États-Unis ont fortement perdu en crédibilité à cause des fausses informations sur les armes de destruction massive de Saddam Hussein, Barack Obama tient à désengager l'armée américaine d'Afghanistan, après l'avoir retirée d'Irak, et cherche à éviter une escalade militaire en Syrie,. Il souhaite aussi ménager Téhéran, alliés de Damas, avec qui il ouvre en mars 2013 des négociations secrètes concernant le programme nucléaire iranien.
La première attaque au sarin de la guerre civile syrienne a lieu en octobre 2012, à Kafr Takharim et Salqin, à 60 kilomètres à l'ouest d'Alep. Une autre attaque a lieu à Homs, le 23 décembre 2012,. Le 19 mars 2013, le sarin est encore employé à Khan Al-Assal, près d'Alep,. Après cette attaque, le régime syrien accuse pour la première fois l'Armée syrienne libre d'avoir utilisé des armes chimiques, et avance un bilan de 26 morts, dont 16 de ses soldats,. Les rebelles démentent et accusent le régime, qui a produit le sarin utilisé et a mené l'attaque. En août 2013, treize allégations d'attaques chimiques ont été recensées par l'ONU.
Le 23 avril 2013, le général Itaï BrunPuis, chef du département de recherche et d'analyse au sein de la division du renseignement de l'armée israélienne, déclare que les forces de Bachar el-Assad ont fait usage d'une arme chimique : « Pour autant que nous sachions en fonction de notre expertise, le régime a utilisé des armes chimiques mortelles contre les rebelles lors d'une série d'incidents ces derniers mois ». Le même jour, le porte-parole de la Maison-Blanche, Jay Carney, affirme que les États-Unis ne sont « pas parvenus à la conclusion » que ce type d'armes ait été employé en Syrie. Cependant, le 25 avril 2013, les États-Unis affirment pour la première fois, ainsi que le Royaume-Uni, que le régime syrien a probablement utilisé des armes chimiques,. Le secrétaire à la Défense des États-Unis, Chuck Hagel, affirme alors que : « La communauté américaine du renseignement conclut, avec différents degrés de certitude, que le régime syrien a utilisé des armes chimiques à petite échelle en Syrie, en particulier du sarin »,. Cependant la Maison Blanche se montre plus prudente et indique que les évaluations du renseignement n'apportent pas de « preuves formelles » suffisantes,. De son côté, un porte-parole du ministère britannique des affaires étrangères affirme que Londres a « des informations limitées mais convaincantes de plusieurs sources montrant l'utilisation d'armes chimiques en Syrie, y compris du gaz sarin ».
À partir du mois de mars 2013, les troupes du régime syrien commencent à utiliser des armes chimiques contre les rebelles dans la Ghouta orientale. La Ghouta orientale couvre une plaine agricole à l'est de Damas, sur laquelle vivent plus d'un million de personnes, tandis que la Ghouta occidentale se situe au sud-ouest de la capitale syrienne. Les villes de ces zones, passées sous le contrôle de l'opposition, sont assiégées et bombardées depuis août 2012. Ces poches sont alors tenue principalement par des groupes de l'Armée syrienne libre,, — comme Jaych al-Tahrir al-Cham, la 1re division ou le Liwa Marawi Al-Ghouta — et par Jaych al-Islam ; le Front al-Nosra y est peu présent,. Le journaliste Jean-Philippe Rémy et le photographe de guerre Laurent Van der Stockt, travaillant pour Le Monde, se rendent en avril dans le quartier de Jobar, contrôlé par l'Armée syrienne libre, à l'est de Damas. Il y sont témoins à plusieurs reprises d'attaques à l'arme chimique contre les positions rebelles, Laurent Van der Stockt étant lui-même légèrement touché. Selon Jean-Philippe Rémy : « Pas de diffusion massive, sur des kilomètres, mais un usage occasionnel et localisé par les forces gouvernementales, visant les points de contact les plus durs avec un ennemi rebelle tout proche ». Les deux envoyés spéciaux regagnent ensuite la France avec des vêtements et des échantillons de sang, d'urine et de cheveux, fournis par des médecins et des insurgés et prélevés principalement sur des combattants rebelles de Jaych al-Tahrir al-Cham actifs à Jobar et Zamalka. Les analyses, menées par le Centre d'études du Bouchet, dépendant de la Direction générale de l'Armement (DGA), confirment début juin l'utilisation de sarin,,,,.
Le 4 juin 2013, la France affirme être certaine de l'utilisation de gaz sarin en Syrie par le régime de Bachar el-Assad, « à plusieurs reprises et de façon localisée » selon le ministre des Affaires étrangères Laurent Fabius,,. Le lendemain, le Royaume-Uni affirme à son tour être convaincu de l'usage de sarin, « très probablement du fait du régime ». Cependant les États-Unis se montrent dans un premier temps plus prudents, estimant le 4 juin qu'il convenait d'« augmenter le faisceau des preuves ». Mais le 14 juin 2013, les États-Unis affirment à leur tour être désormais certains de l'utilisation d'armes chimiques par le régime de Bachar el-Assad et annoncent qu'ils vont fournir une assistance militaire directe à l'Armée syrienne libre,. Ben Rhodes, conseiller du président américain, déclare alors : « Au terme d’un examen mûrement réfléchi, nos services de renseignement sont arrivés à la conclusion que le régime d’Assad avait utilisé contre les opposants des armes chimiques, y compris du gaz sarin, à petite échelle mais à de multiples reprises l’an dernier ». Il affirme également que les attaques chimiques en Syrie ont fait au moins 100 à 150 morts depuis le début du conflit, mais estime ce bilan « probablement incomplet »,. La Syrie et la Russie contestent ces accusations. Alekseï Pouchkov, le président de la commission des Affaires étrangères de la Douma, déclare notamment que : « Les informations sur l'utilisation par Assad d'armes chimiques sont des faux du même ordre que les mensonges concernant les armes de destruction massive de Saddam ».
Fin mars 2013, les États-Unis, la France et le Royaume-Uni demandent à l'ONU l'envoi d'une mission d'enquête pour vérifier les différentes accusations d'emploi d'armes chimiques. La Syrie dépose également une requête mais uniquement pour une mission dans le seul village de Khan al-Assal, où le régime accuse les rebelles d'avoir fait usage d'armes non conventionnelles,. Le 21 mars, le Secrétaire général des Nations unies, Ban Ki-moon, annonce l'ouverture d'une enquête pour vérifier « toutes les allégations ». Une équipe des Nations unies est formée, dirigée par Åke Sellström et constituée de quinze experts originaires de pays « neutres » nordiques, latino-américains ou asiatiques, mais le régime syrien refuse de la laisser entrer sur son sol et elle se retrouve bloquée à Chypre,,. Certains experts commencent alors à interroger des médecins et des réfugiés installés dans des pays voisins, d'autres regagnent La Haye. Fin juillet, la Syrie finit cependant par donner son feu vert à l'ONU pour une mission de quatorze jours sur trois sites : Khan al-Assal, près d'Alep ; Otaybah, près de Damas ; et Homs,. Les enquêteurs de l'ONU arrivent à Damas le 18 août 2013, avec des représentants de l'OMS et de l'OIAC.

## Déroulement

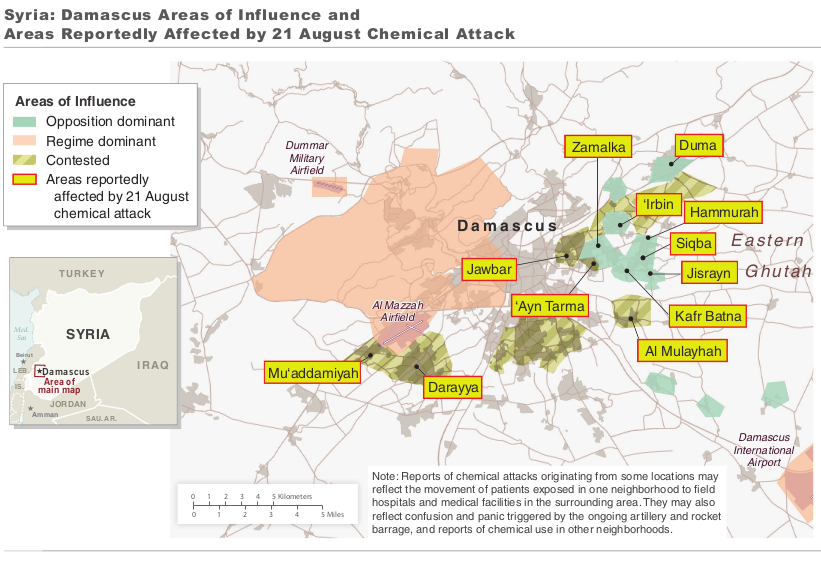
Emplacements des explosions chimiques le 21 août 2013.

Le 21 août 2013, peu après minuit, en plein siège de la Ghouta orientale, l'armée syrienne lance une offensive contre les groupes rebelles,,. À l'est de Damas, les quartiers et les villes de Zamalka (en), Jobar (en), Irbin, Hammouriyé, Douma et Aïn Tarma (en) sont intensivement bombardés, de même que Daraya et Mouadamiyat al-Sham, au sud de la capitale syrienne,. Ces localités, toutes contrôlées par la rébellion, sont alors la cible de frappes aériennes et de tirs de roquettes,. Pour l'OSDH, Mouadamiyat al-Cham subit d'ailleurs ses bombardements les plus intensifs depuis des mois. Selon l'Armée syrienne libre, à partir de 2 h 25 du matin, des obus de mortier et 29 missiles munis de charges neurotoxiques sont tirés. D'après le général Selim Idriss, chef d'état-major de l'ASL, les missiles et les obus sont tirés par la brigade 155 depuis l'aéroport militaire de Mezzeh et par la brigade 127, rattachée à la 4e division du général Maher el-Assad, depuis le Mont Qasioun,. Selon les États-Unis, les premières mentions d'une attaque chimique apparaissaient sur les réseaux sociaux vers 2 h 30 du matin, heure locale. De nombreuses photos et vidéos montrant un grand nombre de victimes sont postées sur YouTube, Facebook et Twitter par des témoins, des médias de l'opposition et la Commission générale de la révolution syrienne,. L'utilisation de gaz sarin est immédiatement suspectée. Selon Human Rights Watch, le vecteur de dispersion du gaz chimique serait des roquettes sol-sol de 330 mm pouvant contenir 60 litres de gaz liquide et ainsi que des roquettes de 140 mm de 2,5 litres de contenance, ces roquettes portent des inscriptions en cyrillique de fabrication soviétique,.

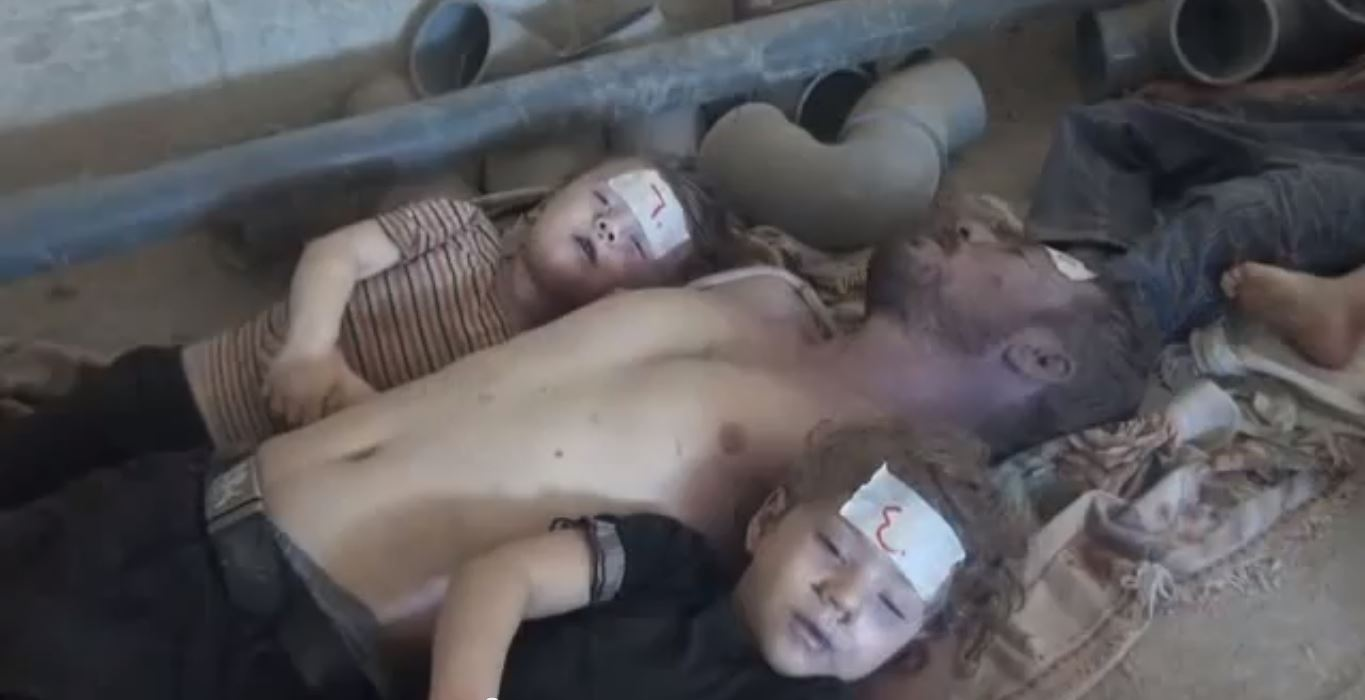
Victimes de l'attaque chimique de Goutha

De nombreux civils trouvent la mort dans leur sommeil. D'autres trouvent refuge dans des caves, ce qui les exposent encore davantage aux gaz toxique. Plusieurs sauveteurs viennent en aide aux victimes sans protection et sont contaminés à leur tour. Les blessés sont conduits dans différents hôpitaux de fortune, mais les médecins ne disposent pas de stocks d'atropine suffisants,. Les victimes sont décontaminées en étant aspergées d'eau à grand flot. D'après Le Monde, les médecins constatent les symptômes suivants : « pupilles dilatées, yeux rouges, tremblements, hallucinations et pertes de mémoire, nausées, vomissements, malaises, troubles respiratoires et cardiaques, paralysie et convulsions neurologiques ».
Des témoignages expliquent dans The Guardian les symptômes auxquels ils ont assisté après les attaques : « des gens qui dormaient et [qui sont] morts dans leurs lits », des maux de tête et nausées, « du liquide qui sortait de la bouche et du nez des victimes », « l'odeur de quelque chose comme du vinaigre et des œufs pourris », une suffocation, « les corps qui changeaient de couleur (en bleu) », et « des yeux rouges et qui grattent ». Les symptômes, rapportés par les habitants de Ghouta et des médecins témoignant auprès de l'ONGI Human Rights Watch, impliquaient « de la suffocation, des spasmes musculaires, de l'écume dans la bouche ».
Abou Omar de l'armée syrienne libre explique dans The Guardian que les roquettes impliquées dans les attaques étaient inhabituelles : « on pouvait entendre le son des roquettes propulsées dans les airs, mais aucun bruit d'explosion » et aucun dégât évident dans les bâtiments. Les témoignages de Human Rights Watch rapportent des « symptômes impliqués par l'utilisation de gaz innervants ».
Au cours de la journée du 21 août et le lendemain des attaques, le régime syrien poursuit ses bombardements conventionnels sur les quartiers de la Ghouta tenus par l'opposition,. Des chars de l'armée syrienne entrent également dans le quartier de Jobar le 22 août.

## Bilan humain

### Nombre des victimes
Le jour même de l'attaque, Georges Sabra, le président de la CNFOR, basée à Istanbul, affirme que le bombardement chimique a fait plus de 1 300 morts,. Le lendemain, Fahad Al-Masri, porte-parole de l'Armée syrienne libre (ASL) à Paris déclare que 1 729 morts et 6 000 personnes souffrant de problèmes respiratoires ont été recensés,. Quelques jours plus tard cependant, l'ASL rehausse son bilan à 1 845 morts et 9 924 blessés.
Le 21 août, le Bureau des médias de Damas, une organisation de l'opposition, affirme avoir dénombré 150 morts à Hammouriya, 100 à Kafr Batna, 67 à Saqba, 61 à Douma, 76 à Mouadamiya et 40 à Irbin. L'opposition syrienne affirme que l'attaque chimique a fait 1 300 morts.
Le 22 août, Oubaida Al Moufti, porte-parole de l'Union des organisations syriennes de secours médicaux (UOSSM), déclare que « grâce à un relevé des identités et des lieux », 1 188 morts ont été comptés, dont 540 victimes par armes chimiques, et 4 000 blessés par armes conventionnelles ou chimiques,.
Le 23 août, à une heure du matin, le Bureau médical central de la Ghouta orientale annonce que les attaques ont fait 473 morts et 1 600 blessés dans la ville de Zamalka, ce qui en fait la localité la plus durement touchée. Au total, le bilan dans la Ghouta orientale est de 1 302 morts, dont 67 % de femmes et d'enfants, et 9 838 blessés. Des centaines de morts sont également répertoriés à Daraya et Mouadamiya. Un quart des victimes sont touchées par des bombardements « classiques », les autres ont été atteintes par les gaz.
L'Observatoire syrien des droits de l'homme (OSDH) évoque de son côté plus de cent morts le 21 août mais précise que « ce chiffre augmentera certainement ». Le bilan passe à au moins 136 morts le 22 août, puis 322 morts le 24 août, mais il est une nouvelle fois revu à la hausse le 31 août par l'OSDH qui affirme avoir recensé au moins 502 morts, dont 137 femmes, 80 enfants et plusieurs dizaines de rebelles, dans un bilan toujours provisoire (l'OSDH sera finalement en mesure d'identifier 890 personnes décédées, essentiellement civils, dont 22 combattants d'opposition).
Le 24 août 2013, Médecins sans frontières assure que 3 600 patients « présentant des symptômes neurotoxiques » ont été reçus dans trois hôpitaux du gouvernorat de Rif Dimachq et que 355 d'entre-eux y sont morts,.
Le 30 août 2013, les États-Unis publient un rapport de leurs services de renseignement qui indique que l'attaque chimique de la Ghouta a fait au moins 1 429 morts, dont 426 enfants.
Le 2 septembre 2013, la France publie une note de la DGSE et de la DRM indiquant que l'analyse de 47 vidéos « expertisées » et « authentifiées » filmées par des médecins, des habitants ou des rebelles ont permis de recenser la mort d'au moins 281 civils.
En septembre, le Centre de documentation des violations en Syrie (VDC), dont les bureaux étaient situés à Douma, recense au moins 588 morts, dont 135 femmes et 108 enfants, presque tous identifiés. Au total, le VDC est en mesure de documenter 963 décès.
Le Réseau syrien pour les droits de l'homme dénombre 1 144 dont 1 119 civils et 25 combattants d'opposition.
Les ONG Open Society Justice Initiative, le Centre syrien pour les médias et la liberté d'expression (SCM) et Syrian Archive attribuent 1 200 décès à l'attaque chimique.
Au total, environ 10 000 personnes sont intoxiquées,.
Parmi les personnes exposées aux agents chimiques, certains gardent des séquelles respiratoires ou neurologiques,.

### Femmes enceintes exposées aux neurotoxiques
Les femmes enceintes exposées aux agents chimiques neurotoxiques lors des attaques chimiques du 21 août 2013 ont eu par la suite un taux élevé de :
- fausses couches (45% des femmes exposées, contre 14% des femmes non exposées, selon une étude menées sur 211 femmes enceintes de la Ghouta[74]),
- mortinatalité (naissance de bébés mort-nés : plus d'un sur dix naissances, selon le médecin d'une clinique frontalière recevant des réfugiés au Liban[75], 27,2 pour mille à l'hôpital de la Ghouta, contre 12,4 en Syrie en 2019[74]),
- naissance de bébés prématurés,
- naissance de nouveau-nés porteurs de malformations congénitales importantes (3% des naissances[74]), dont certains meurent dans les heures suivant la naissance[76].

Des études complémentaires sont demandées par le SJAC, pour savoir s'il y a un lien de cause à effet entre l'exposition des futures mamans et les bébés nés avec des troubles musculo-squelettiques, « notamment la tétralogie de Fallot (malformation cardiaque), une paralysie cérébrale (trouble qui affecte le mouvement, le tonus musculaire et la posture) et une paraplégie ».

## Motivations du régime syrien
L'opposition syrienne affirme que l'attaque chimique a été lancée alors que les rebelles préparaient une « grande offensive contre Damas ». Khaled Saleh, un des porte-paroles du Conseil national syrien (CNS), énonce alors : « Elle devait être déclenchée un ou deux jours plus tard, à partir de plusieurs fronts, et les brigades les plus puissantes de la rébellion devaient y participer ». Alerté à la dernière minute par ses espions et n'ayant plus le temps de mobiliser ses troupes, l'armée syrienne aurait alors décidé de recourir à une attaque chimique de grande envergure pour éviter que ses lignes de défense ne soient enfoncées. Selon Monzer Akbik, le directeur de cabinet d'Ahmad Jarba, le président du CNS : « Si le régime a pris un tel risque, alors que les inspecteurs de l’ONU étaient à Damas, c’est parce qu’il était véritablement en danger ».
Le ministre russe des Affaires étrangères, Sergueï Lavrov, allié d'Assad, affirme pour sa part le 26 août 2013 que « politiquement, et militairement, le gouvernement syrien n'avait aucun intérêt à utiliser des armes chimiques », alors même que les inspecteurs de l'ONU venaient d'arriver à Damas. Le 8 septembre, dans une interview accordée à la chaîne CBS, le président syrien Bachar el-Assad nie être responsable de l'attaque et affirme : « Il n'y a pas de preuve que j'ai utilisé des armes chimiques contre mon peuple. […] Supposons que notre armée souhaite utiliser des armes de destruction massive : est-il possible qu'elle le fasse dans une zone où elle se trouve elle-même et où des soldats ont été blessés par ces armes, comme l'ont constaté les inspecteurs des Nations unies en leur rendant visite à l'hôpital où ils sont soignés ? Où est la logique ? »,.
Le jour même de l'attaque, Thomas Pierret, maître de conférences à l'Université d’Édimbourg, déclare : « À mon sens, cette attaque répond à un impératif militaire. Après l’échec des dernières offensives loyalistes dans la Ghouta, les rebelles ont avancé hier à Jobar [à l’est de Damas] et à Al-Qadam [au sud]. En soi, ce n’est pas une catastrophe pour le régime, mais il faut mettre cela en contexte, à savoir les efforts militaires énormes déployés par le régime au cours des derniers mois pour étouffer les rebelles dans la Ghouta. Il est clair aujourd’hui que ça ne marche pas, d’où la tentation de passer à une autre méthode ». Il rejette également la défense des soutiens du régime affirmant que les loyalistes ne seraient « pas assez fous » pour mener une attaque chimique peu après l'arrivée des inspecteurs de l'ONU : « Il faut se souvenir des assassinats politiques commis au Liban entre 2005 et 2008, qui survenaient juste avant d’importantes réunions onusiennes sur le Liban. Eh bien si, ils l’étaient ! ».
Selon le politologue Ziad Majed : « Depuis des mois, le régime est inquiet du fait que la frontière jordanienne devienne la frontière à travers laquelle transitent les armes et le soutien logistique de l'opposition. Cette dernière a mené plusieurs opérations pour prendre la route de Damas-Amman. C'est donc un axe de pression sur la capitale : si les combattants de l'ASL parviennent à lier le sud à la Ghouta -la zone à l'est, à l'ouest et au sud de Damas-, ils créeront une continuité territoriale avec une possibilité d'offensive directe sur la capitale. Le régime est donc particulièrement concerné par cela, et essaye de détruire la Ghouta et la vider de sa population civile comme des combattants. De plus, dans le sud -la région du Hauran- comme dans la Ghouta, il y a très peu de groupes djihadistes et encore moins de combattants étrangers ».
Fin août 2013, le magazine américain Foreign Policy affirme que les services de renseignement américains auraient « intercepté l'appel paniqué d'un officiel du ministère de la Défense syrien à un responsable de l'unité chargée des armes chimiques, lui demandant des explications sur l'usage d'un agent neurotoxique qui aurait tué plus de 1 000 personnes »,. Foreign Policy émet alors l'hypothèse que l'ordre de mener l'attaque chimique ait pu être donné par un officier d'un échelon intermédiaire, sans en avoir référé à sa chaîne de commandement,. Début septembre, selon Der Spiegel, Gerhard Schindler, le chef du Service fédéral de renseignement (BND) aurait révélé aux députés allemands, lors d'une réunion à huis clos, que l'analyse des premiers éléments confirmait la responsabilité du régime syrien, mais que l'ampleur de l'attaque n'était pas planifiée et pourrait être due à une erreur de dosage du gaz,. Selon l'hebdomadaire allemand, le BND se serait entre autres appuyé sur l'interception d'une communication téléphonique entre un dirigeant du Hezbollah et un diplomate iranien, dans laquelle le premier affirmait qu'« Assad a perdu le contrôle de ses nerfs » et qu’il a commis « une énorme erreur en employant des gaz toxiques ». Le BND estime également que les rebelles n'ont pas les compétences nécessaires pour utiliser du sarin, puisque seul le régime dispose de stocks de sarin, ainsi que des moyens logistiques déployés lors de l'attaque. Ses informations ont été partagées avec les Français et peut-être aussi avec les Américains selon Der Spiegel. Le 8 septembre, le journal allemand Bild assure quant à lui que d'après des écoutes d'un navire espion de l'armée allemande, Bachar el-Assad n'aurait pas ordonné personnellement l'attaque chimique de la Ghouta du 21 août,. Selon le quotidien, de hauts gradés de l'armée syrienne « réclament régulièrement depuis environ quatre mois des attaques chimiques au palais présidentiel à Damas, ces demandes ont été toujours refusées, et l'attaque du 21 août n'a vraisemblablement pas été approuvée personnellement par Bachar al-Assad »,. Son frère, Maher el-Assad est accusé par un déserteur d'en avoir donné l'ordre.

## Premières réactions internationales

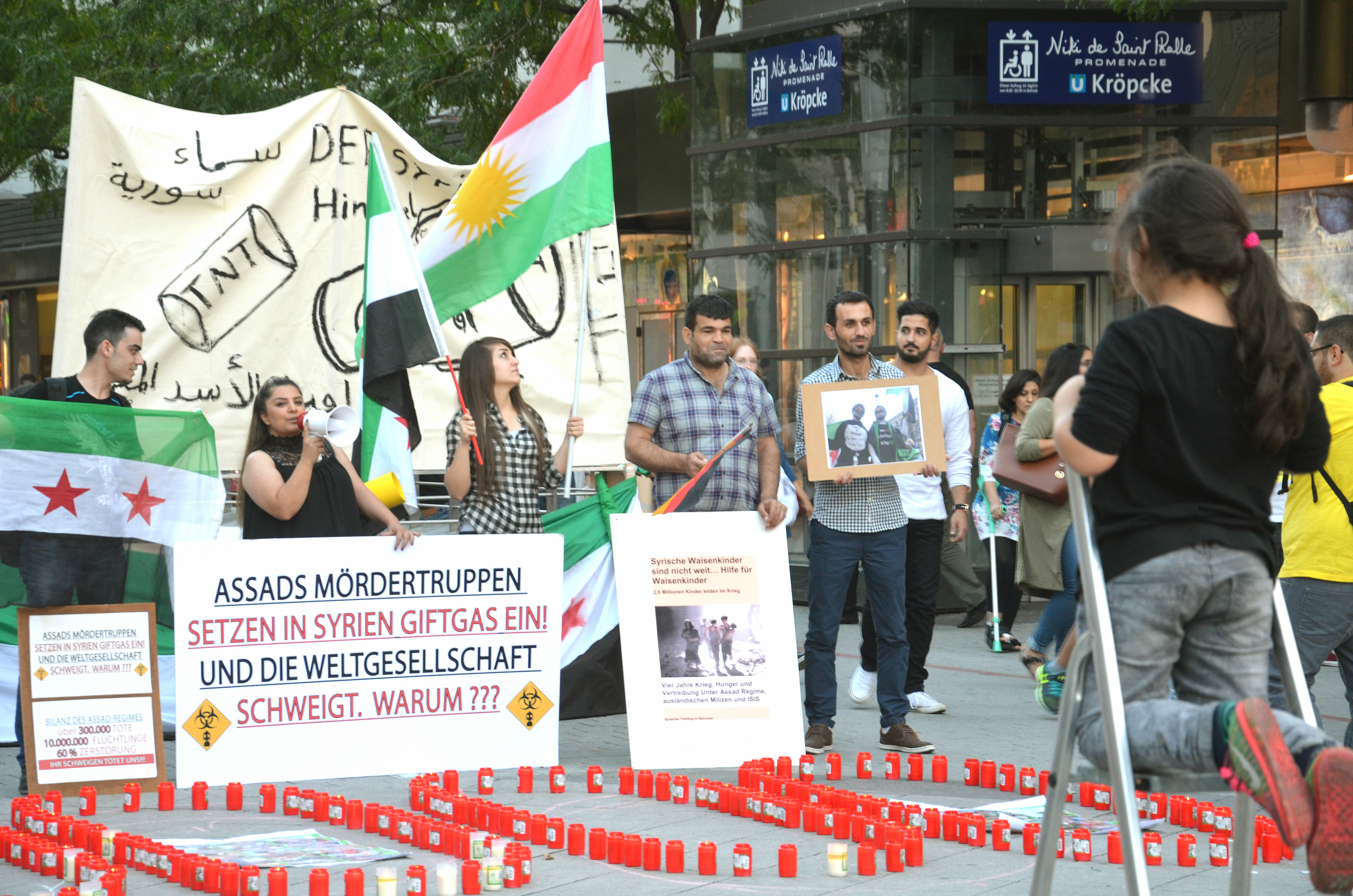
Membres de la communauté syrienne de Hanovre, en Allemagne, protestant contre les attaques chimiques du régime syrien, le 21 août 2015, deux ans après le massacre de la Ghouta.

### Régime syrien: nier puis accuser les rebelles
La condamnation par la communauté internationale de l'usage d'armes chimiques est presque unanime. La Coalition nationale des forces de l'opposition et de la révolution (CNFOR) accuse aussitôt le régime d'être responsable de l'attaque chimique et demande « au Conseil de sécurité de l'ONU de tenir une réunion urgente pour assumer ses responsabilités ». L'armée syrienne dément immédiatement dans un communiqué : « Les allégations sur l'utilisation d'armes chimiques par l'armée arabe syrienne aujourd'hui dans des régions de la banlieue de Damas [...] sont nulles et non avenues et totalement infondées. […] Ces allégations par les groupes terroristes et les chaînes satellitaires les soutenant ne sont qu'une tentative désespérée de cacher leurs échecs sur le terrain et reflètent l'état d'hystérie et d'effondrement dans lequel se trouvent ces groupes ». SANA, l'agence de presse officielle du régime syrien, nie alors l'usage d'armes chimiques dans la Ghouta : « Les informations sur l’utilisation d’armes chimiques dans la Ghouta sont totalement fausses. [...] Il s’agit d’une tentative pour empêcher la commission d’enquête de l’ONU sur les armes chimiques de mener à bien sa mission »,. Le ministre syrien des Affaires étrangères accuse quant à lui les « terroristes » d'avoir « fabriqué des allégations mensongères au sujet des forces armées en Syrie. Ces mensonges [...] ne sont qu'une tentative pour faire dévier la commission d'enquête de sa mission ». Le 24 août, le régime syrien admet finalement l'usage d'armes chimiques dans la Ghouta, mais accuse les rebelles d'en être à l'origine.
Selon le docteur Mohammed Katoub, intervenu sur place le jour du massacre, la « stratégie du déni suivie par le régime Assad, appuyé par la Russie continue d’opérer », 10 ans après les attaques chimiques, et malgré l'accumulation de preuves.

### Russie: soutenir le régime
Dès le 21 août, la Russie prend la défense du régime de Bachar el-Assad en affirmant que les accusations d'utilisation d'armes chimiques « ne sont pas vérifiées ». Le ministère russe des Affaires étrangères déclare alors : « Tout cela nous fait penser que nous faisons face une nouvelle fois à une
provocation planifiée à l'avance »,. Le 11 septembre 2013, le président russe Vladimir Poutine déclare qu'il y a « toutes les raisons de croire » que le gaz neurotoxique a été utilisé « par les forces d'opposition, pour provoquer une intervention de leurs puissants soutiens étrangers ». Mais sans fournir davantage de détails.

### Iran: contradictions puis démenti
L'Iran, allié du régime, reconnaît pour la première fois le 24 août que des armes chimiques ont été utilisées en Syrie. Le président Hassan Rohani condamne alors l'usage de ces armes, tandis que le ministre des Affaires étrangères Mohammad Javad Zarif accuse les rebelles d'être les auteurs de l'attaque,. Une polémique éclate également en Iran à la suite de propos attribués à l'ancien président modéré Hachemi Rafsandjani, selon lesquels il aurait accusé le gouvernement syrien d'être à l'origine du massacre,. Face aux attaques des conservateurs, Rafsandjani apporte un démenti,.

### Multiples accusations contre le régime
Israël accuse dès le 21 août le régime syrien d'être le responsable de l'attaque chimique. Le 24 août, le Royaume-Uni accuse à son tour le régime syrien, suivi par la France le 25 août,. Le ministre britannique des Affaires étrangères William Hague déclare alors que le massacre du 21 août est « une attaque chimique du régime Assad ». Tandis que son homologue français, Laurent Fabius, affirme que tout indique « qu'il y a eu un massacre chimique près de Damas et que c'est le régime de Bachar el-Assad qui en est à l'origine ». Le président américain Barack Obama, pour sa part, se montre d'abord prudent, mais il fait néanmoins renforcer sa flotte en Méditerranée le 24 août,.

### MSF confirme l'emploi d'un neurotoxique
Le 24 août, Médecins sans frontières (MSF) confirme que les victimes ont été exposées à un agent neurotoxique dans la région de Damas.

## La question de l'intervention militaire

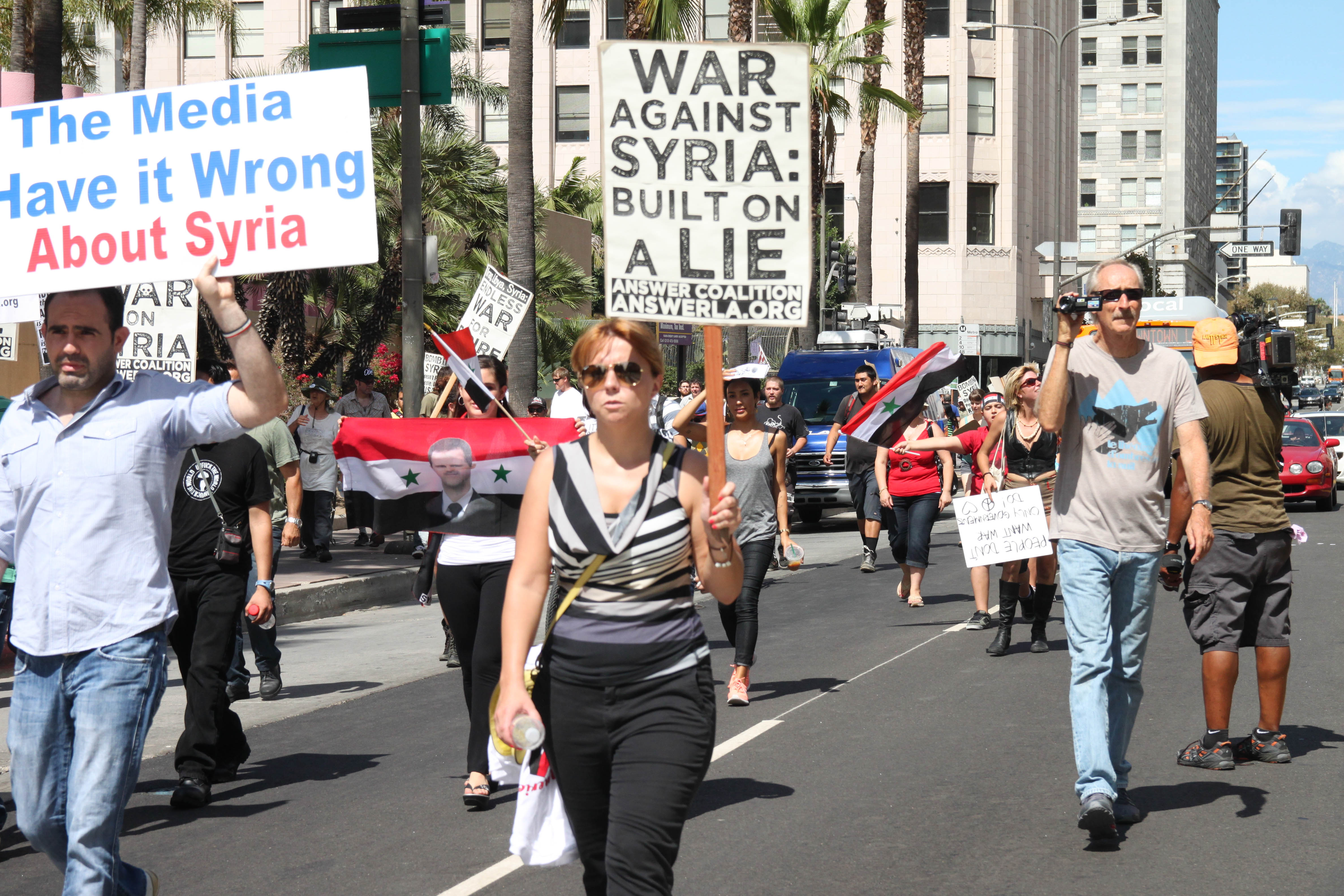
Manifestation à Los Angeles, le 1 septembre 2013, d'opposants à l'intervention militaire et de partisans de Bachar el-Assad.

Après le massacre de la Ghouta, la « ligne rouge » établie par Barack Obama semble franchie et les États-Unis, la France et le Royaume-Uni envisagent alors sérieusement d'intervenir militairement en Syrie,,,,,,,. L'engagement de troupes au sol est cependant exclu d'emblée, la réponse envisagée étant le lancement de frappes aériennes ciblées et limitées, menées notamment avec des missiles de croisière Tomahawk,,,,. L'objectif affiché n'est alors pas de renverser Bachar el-Assad,. Cependant la Russie, membre permanent du Conseil de sécurité des Nations unies, s'oppose à toute intervention militaire contre le régime syrien, bloquant ainsi une éventuelle résolution de l'ONU,.
L'Iran, de son côté, réaffirme son soutien au régime syrien et s'oppose à toute action militaire des Occidentaux, estimant que les attaques chimiques constituent pour ces derniers un « prétexte ». Le chef du Corps des Gardiens de la révolution islamique, Mohammad Ali Jafari, déclare le 31 août qu'une frappe américaine provoquera des réactions « au-delà » de la Syrie, tandis que le chef d'état-major des forces armées iraniennes, Hassan Firouzabadi (en), affirme que 29 août qu'une intervention occidentale mènera Israël « au bord des flammes ». Israël redoute alors des représailles,,, il déploie sa défense antimissile et rappelle certains de ses réservistes.
Le 27 août, à la XXIe conférence des ambassadeurs à Paris, le président de la République française François Hollande déclare que « La France est prête à punir ceux qui ont pris la décision infâme de gazer des innocents » et que « tout porte à croire que c'est le régime qui a commis cet acte abject qui le condamne définitivement aux yeux du monde ». De son côté, la Maison-Blanche affirme que la responsabilité du régime de Bachar el-Assad dans le massacre de la Ghouta ne fait « pas de doute ». Le même jour, la Ligue arabe publie une déclaration qualifiant l'attaque du 21 août de « crime horrible mené avec des armes chimiques internationalement interdites » et affirme que le régime syrien en porte « l'entière responsabilité »,. Cependant le Liban vote contre ce texte, tandis que l'Algérie et l'Irak s'abstiennent. De plus, l'Algérie, la Tunisie et l'Égypte se déclarent opposés à une action militaire,, tandis que l'Arabie saoudite, le Qatar, les Émirats arabes unis et le Koweït, alliés de la rébellion, y sont au contraire favorables,. Divisée sur la question des frappes aériennes, la Ligue arabe indique qu'elle ne soutiendra pas une intervention militaire.
Autre allié des rebelles, la Turquie accuse à son tour le régime d'être responsable du massacre de la Ghouta et affirme qu'elle pourrait rejoindre une coalition contre Damas,. Le Venezuela en revanche s'oppose à une intervention militaire et soutient le régime syrien. L'Allemagne et l'Italie excluent pour leur part toute participation à une intervention sans l'approbation du Conseil de sécurité de l'ONU,,. Par ailleurs, la France envoie fin août la frégate antiaérienne Chevalier Paul vers les côtes syriennes,, tandis que les Britanniques envoient six avions de chasse à Chypre.
Cependant les populations des pays occidentaux ne sont pas favorables à une entrée en guerre : aux États-Unis, en France, en Allemagne, au Royaume-Uni et en Italie, divers sondages montrent une opinion publique nettement défavorable à une intervention militaire en Syrie, seul Israël fait exception,,,.
Au Royaume-Uni, la motion défendant le principe d'une intervention militaire en Syrie présentée par le Premier ministre David Cameron est rejetée le 29 août, après un vote de la Chambre des communes. Le gouvernement britannique renonce alors à intervenir.
Le 30 août, les États-Unis publient un rapport sur le massacre de la Ghouta. Le Secrétaire d'État John Kerry qualifie l'attaque de « crime contre l'humanité » et affirme que le gouvernement américain a la « forte certitude » que le régime de Bachar el-Assad est le responsable de l'attaque chimique. Il indique également que l'usage de gaz neurotoxique par les rebelles est « hautement improbable » et que « les attaques à la roquette du 21 août ne provenaient que des sites du gouvernement ». Les États-Unis affirment aussi qu'au cours des trois jours ayant précédé l'attaque, des équipes syriennes responsables des armes chimiques se trouvaient à Adra, « près d'une zone utilisée par le régime pour mélanger des armes chimiques, y compris du gaz sarin ». John Kerry ajoute également que : « Nos services de renseignement ont passé en revue et repassé en revue soigneusement les informations sur cette attaque. […] Cela a été fait de manière plus attentive que lors de l'expérience de l'Irak. Nous ne répéterons pas ce moment ».
Le président français François Hollande est le plus décidé à « punir » Bachar el-Assad mais le président américain Barack Obama hésite,,,. Le 31 août, alors que l'armée française est prête à lancer les frappes aériennes, Barack Obama annonce à la surprise générale avoir décidé de consulter le Congrès, qui doit se réunir le 9 septembre,,,,. Isolée, la France suspend alors le lancement de ses frappes. Le 2 septembre, elle publie une note de ses services de renseignements — la DGSE et la DRM — qui affirment que les forces armées syriennes disposent de plus de 1 000 tonnes d'agents chimiques et accusent une fois encore le régime de Bachar el-Assad de l'attaque du 21 août,. Le rapport est cependant jugé « décevant » par le chercheur et universitaire Olivier Lepick, qui estime qu'il n'apporte aucun élément nouveau. Le 6 septembre, François Hollande déclare qu'il attendra le rapport des inspecteurs de l'ONU avant de déclencher une éventuelle opération militaire.
Le 5 septembre, trois navires de guerre russes — le SSV-201 Priazovié, le Minsk et le Novotcherkassk — franchissent le détroit du Bosphore et voguent vers les côtés syriennes, où cinq destroyers de la VIe flotte américaine — l'USS Barry, l'USS Ramage, l'USS Gravely, l'USS Mahan et l'USS Stout — sont déjà présents.
Le même jour, un sommet du G20 s'ouvre à Saint-Pétersbourg,. La Syrie occupe une grande partie des discussions mais sans grand résultat, le seul dénominateur commun trouvé par les dirigeants des vingt plus grandes puissances est une simple condamnation de l'usage des armes chimiques,. L'Union européenne prend position contre une intervention : le président du Conseil européen, Herman Van Rompuy, estimant le 5 septembre qu'« il n'y a pas de solution militaire en Syrie » et que « la solution doit être politique ». Un communiqué est cependant signé le 6 septembre par onze pays du G20 — l'Arabie saoudite, l'Australie, le Canada, la Corée du sud, l'Espagne, les États-Unis, la France, l'Italie, le Japon et le Royaume-Uni — réclamant une « réponse internationale forte » et affirmant que les indices montrent « clairement » la responsabilité du régime de Damas dans l'attaque du 21 août. L'Allemagne signe à son tour le texte le 7 septembre. À cette date les pays favorables à une intervention militaire sont les États-Unis, la France, le Canada, l'Australie, le Japon, la Turquie, la Libye, l'Arabie saoudite, le Koweït, le Qatar, les Émirats arabes unis et la Jordanie. Les pays hostiles à l'intervention sont la Russie, la Chine, le Liban, l'Irak, l'Égypte, l'Algérie, l'Argentine et l'Afrique du Sud. D'autres États adoptent une position « légaliste » et affirment qu'ils ne soutiendront une opération militaire qu'avec l'approbation de l'ONU : le Royaume-Uni, l'Allemagne, l'Inde, le Brésil, l'Italie, l'Espagne, le Maroc, le Yémen, Oman, l'Indonésie, la Corée du Sud, les Pays-Bas, la Belgique, la Pologne et le Mexique.

## Plan de démantèlement de l'arsenal chimique syrien

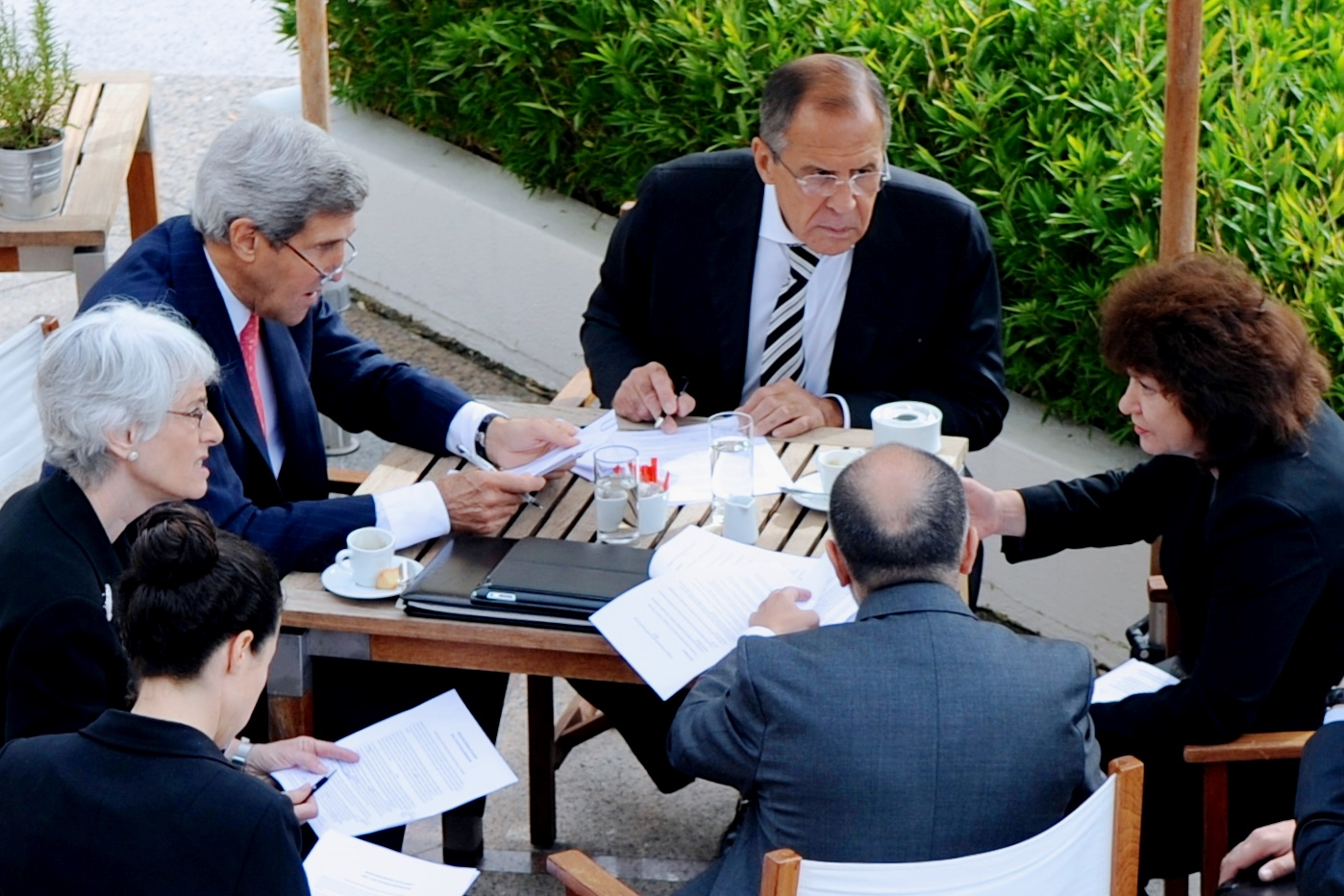
Discussions entre John Kerry et Sergueï Lavrov à Genève, le 14 septembre 2013.

La situation bascule le 9 septembre 2013, lorsque la Russie propose de placer l'arsenal chimique syrien sous contrôle international, puis d'en opérer la destruction,,. Elle appelle aussi la Syrie à rejoindre l'Organisation pour l'interdiction des armes chimiques (OIAC). La proposition russe est aussitôt saluée et acceptée le lendemain par le régime de Damas,. Elle est aussi accueillie favorablement par l'Iran, la Chine et la Ligue arabe. L'opposition syrienne, pour sa part, dénonce l'accord, tandis que les pays du Golfe se montrent réservés et que la France et le Royaume-Uni accueillent l'offre avec une certaine méfiance,. Mais le président américain Barack Obama qualifie la proposition russe de développement « potentiellement positif » et promet de la prendre « au sérieux ». Le 12 septembre, la Syrie demande à l'ONU son adhésion à la Convention sur l'interdiction des armes chimiques,.
Le 14 septembre, à Genève, les ministres des Affaires étrangères John Kerry et Sergueï Lavrov annoncent la conclusion d'un accord entre les États-Unis et la Russie sur un plan d'élimination des armes chimiques syriennes,. Le même jour, la Syrie présente son dossier d'adhésion à l'OIAC. L'accord est salué par la France et le Royaume-Uni, mais rejeté par le général Selim Idriss, le commandant en chef de l'Armée syrienne libre.
Le 21 septembre, la Syrie remet un inventaire de son arsenal chimique à l'OIAC. Elle affirme alors disposer de 1 290 tonnes d'armes chimiques, dont 300 tonnes de gaz moutarde et de sarin, et 23 sites de production et stockage.

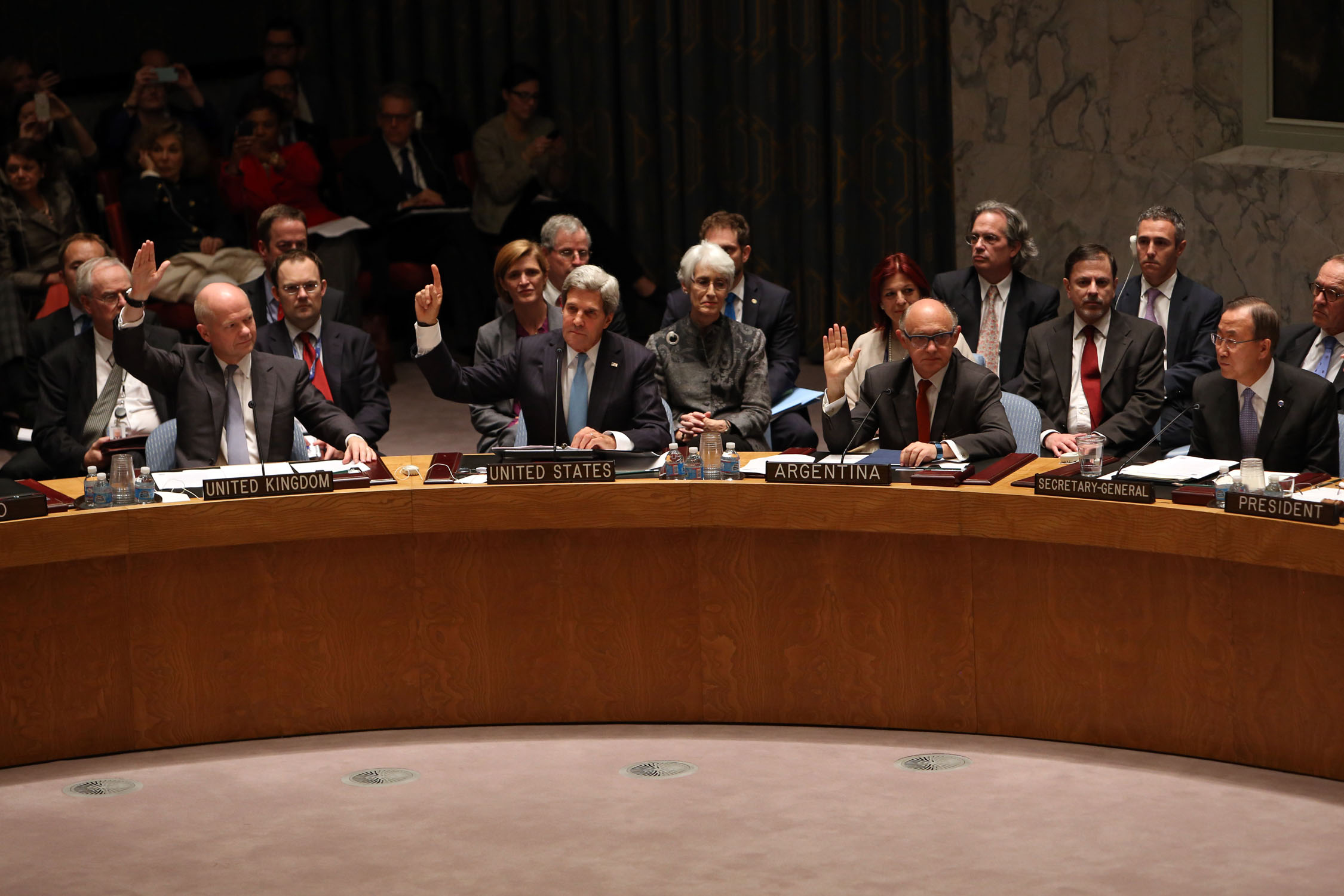
Vote de la Résolution 2118, au Conseil de sécurité des Nations unies, le 27 septembre 2013.

Le 27 septembre, le Conseil de sécurité des Nations unies adopte la Résolution 2118, qui supervise le démantèlement de l'arsenal chimique syrien déclaré,. Le projet de résolution, déposé par la France le 10 septembre, fait l'objet d'intenses négociations concernant l'application du chapitre VII de la Charte des Nations unies, qui permet de contraindre un pays à se plier à une décision du Conseil de sécurité et autorise le recours à la force ou aux sanctions contre un État qui ne respecte pas ses obligations internationales,,,,,. Après ce vote pour la première fois unanime, le secrétaire général Ban Ki-moon parle de « premier signe d'espoir en Syrie depuis longtemps », tandis que le président américain Barack Obama salue une « énorme victoire pour la communauté internationale ». La résolution est également bien accueillie par la CNFOR.
Le 11 octobre 2013, l'OIAC reçoit le Prix Nobel de la paix ; bien que selon le président du comité, Thorbjørn Jagland, cette distinction n'a « pas été accordée à cause de la Syrie mais pour son travail de longue date ».

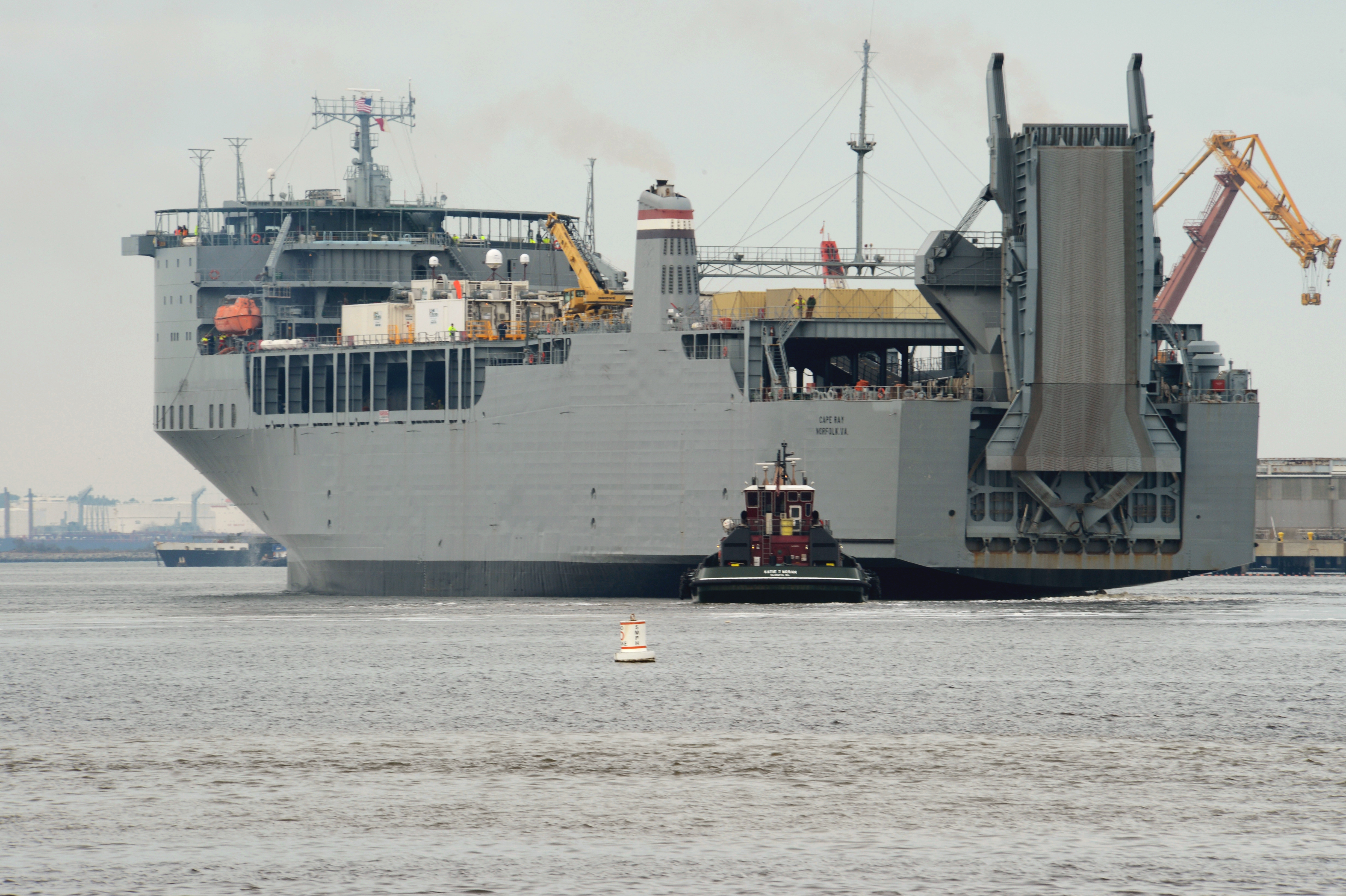
Le MV Cape Ray, appareillant à Norfolk pour la Méditerranée, le 10 janvier 2014.

Entre le 1er et le 31 octobre 2013, 27 inspecteurs de l'OIAC accompagnés par 50 experts de l'ONU se rendent en Syrie pour passer en revue et superviser la neutralisation des différents sites de production d'agents chimiques déclarés par Damas. Les armes chimiques sont quant à elles placées dans 75 camions blindés russes et conduites vers le port de Lattaquié, où elles sont chargées sur un cargo danois et un cargo norvégien, puis conduites vers le port italien de Gioia Tauro sous surveillance des marines russe et chinoise,,,. Les 700 tonnes d'agents chimiques les plus dangereux, utilisés dans la composition du gaz moutarde et du gaz sarin, sont transférées sur le MV Cape Ray, un navire américain chargé d'effectuer leur destruction par hydrolyse dans les eaux internationales — aucun État approché par l'OIAC n'ayant accepté de recevoir ces substances sur son territoire,,,. Environ 150 tonnes de produits chimiques moins dangereux, dits « précurseurs B » — lesquels ne deviennent des neurotoxiques qu'après avoir été mélangés à des « précurseurs A » — sont conduites au Royaume-Uni, à Ellesmere Port, et détruites par l'entreprise Veolia,,. L'Allemagne prend également en charge la neutralisation de 370 tonnes de résidus d'armes chimiques, effectuée par la société GEKA (de) près de Münster,. De plus 120 tonnes d'isopropanol, pouvant servir à la fabrication de sarin, sont détruites en Syrie,. Selon l'accord, la destruction totale de l'arsenal était prévue avant le 30 juin 2014, mais son application prend du retard côté syrien,. Quelques jours avant la date butoir, 7,2 % des armes déclarées par le régime ne sont toujours pas sorties du pays. À partir de juin 2014, le cargo norvégien Taïko livre les armes chimiques en Finlande et aux États-Unis. Le démantèlement des stocks déclarés s'achève fin 2015 avec la destruction de 75 bonbonnes de fluorure d'hydrogène au Texas. Le 5 janvier 2016, l'OIAC annonce que toutes les armes chimiques déclarées par la Syrie ont été détruites.
Après le démantèlement de son arsenal chimique, le régime syrien ne cesse cependant pas son utilisation d'armes non-conventionnelles et commence en octobre 2013 à recourir au chlore,,. Son utilisation par l'armée syrienne est prouvée en 2016 par le Joint Investigative Mechanism (JIM), la commission d'enquête conjointe de l'ONU et de l'OIAC,,. Le chlore n'est pas un neurotoxique et en raison de son usage civil fréquent, il n'est pas classé comme une arme chimique, ce qui permet au régime d'en importer légalement. Le chlore est utilisé de manière régulière par les troupes loyalistes,,. Ainsi, selon Amnesty International, des dizaines d'attaques au chlore sont commises par le régime syrien pendant l'année 2015. Cependant il ne cause pas autant de victimes que le sarin, sa toxicité étant près de 10 000 fois inférieure,. Le 28 février 2017, une nouvelle résolution de l'ONU prévoyant des sanctions contre la Syrie pour son utilisation d'armes chimiques se heurte à un nouveau veto de la Russie et de la Chine,. Mais le 4 avril 2017, une nouvelle attaque chimique au sarin a lieu à Khan Cheikhoun et le régime est soupçonné d'avoir dissimulé un stock résiduel de sarin ou d'avoir relancé une production à petite échelle,,,,. Pour Gunnar Jeremias, expert au Research Group for Biological Arms Control à l'université de Hambourg : « Tout l'arsenal n'a pas été détruit, nous en avons la conviction depuis maintenant deux ans ».
A posteriori, l'ONU déclare à plusieurs reprises avoir la certitude que le régime syrien n'avait pas déclaré l'ensemble de ses sites de production et stocks d'armes chimiques. Des lacunes, incohérences et erreurs ont été pointées dans les déclarations de l'arsenal syrien, et l'ONU déclare qu'en l'absence de réponse du gouvernement syrien, le secrétariat technique de l'OIAC et l'ONU estiment que « la déclaration soumise par la Syrie ne peut toujours pas être considérée comme exacte et complète »,,.

## Enquêtes de l'ONU
Le 22 août 2013, le secrétaire général des Nations unies Ban Ki-moon redirige la mission d'enquête présente à Damas depuis le 18 août et demande un accès aux zones bombardées dans la Ghouta,. Le 25 août 2013, le régime syrien autorise les enquêteurs de l'ONU à se rendre sur les lieux des attaques du 21 août. Une autorisation qui arrive trop tard selon les États-Unis et le Royaume-Uni qui estiment que Damas a eu le temps en cinq jours de détruire ou d'altérer les preuves, notamment via de nombreux bombardements conventionnels et en allumant des incendies,,. Les autorités syriennes promettent d'observer un cessez-le-feu le temps de la visite des enquêteurs, tandis que l'opposition s'engage également à assurer la sécurité des experts dans les zones sous son contrôle. Les enquêteurs se rendent d'abord à Moudamiyé le 26 août, puis à Ain Tarma et Zamalka les 28 et 29 août. Leurs conclusions sont publiées le 16 septembre sous la cote A/67/997–S/2013/553. Le 15 septembre, les experts de l'ONU rendent leur rapport dans lequel ils affirment disposer de « preuves flagrantes et convaincantes » confirmant l'utilisation de gaz sarin dans la Ghouta le 21 août,. Les enquêteurs ne désignent pas le responsable des tirs, le mandat des enquêteurs de l'ONU ne leur permettant pas d'enquêter sur la question et de se prononcer sur ce point. Cependant le 13 septembre, trois jours avant la publication du rapport, Ban Ki-moon accuse pour la première fois Bachar el-Assad de « crimes contre l'humanité ».
La Russie conteste le rapport de l'ONU ; le vice-ministre russe des Affaires étrangères, Sergueï Riabkov, estimant qu'« on ne peut considérer les conclusions auxquelles sont parvenues les inspecteurs de l'ONU que comme des conclusions politisées, de parti pris et unilatérales ».
Le 19 novembre 2013, l'ONU adopte une résolution qui « condamne fermement l'utilisation d'armes chimiques en Syrie et en particulier le massacre dans la Ghouta ». Le texte « encourage » le Conseil de sécurité à faire appel à la justice internationale pour sanctionner les auteurs de crimes contre l'humanité commis en Syrie, dont le massacre de la Ghouta.
En février 2015, Paulo Sergio Pinheiro, le président de la Commission d'enquête de l'ONU, déclare que tout indique que les auteurs de l'attaque chimique au sarin à la Ghouta « avaient accès au stock d'armes chimiques de l’armée syrienne et qu’ils avaient l’expertise et l’équipement nécessaire pour manipuler de façon sûre de grandes quantités ».

## Autres enquêtes
Le 10 septembre 2013, l'ONG Human Rights Watch publie un rapport dans lequel elle affirme que « les preuves disponibles portent fortement à croire que les forces du gouvernement syrien ont commis les attaques aux armes chimiques contre deux banlieues de Damas le 21 août 2013 »,. Elle indique également que « d'après les données sur le type de roquettes et de lanceurs utilisés pour ces attaques, il s'agit très probablement de systèmes d'armes connus et avérés comme étant détenus et utilisés uniquement par les forces armées du gouvernement syrien »,. L'ONG conclut également que les accusations contre les rebelles « sont dénuées de crédibilité et de cohérence, compte tenu des éléments relevés sur place »,.
Le New York Times estime également que l'angle des fusées décrites par le rapport de l'ONU indique que les tirs de roquettes provenaient du mont Qassioun. Située au nord de Damas, cette position dominant la Ghouta, occupée par l'armée du régime, dispose de nombreuses batteries d'artillerie,.
Selon Le Monde : « Les puissances occidentales ont réuni un faisceau de preuves grâce aux vidéos filmées par les témoins des attaques, aux rapports des médecins, aux images satellites, aux évaluations de divers services de renseignement et notamment à l'interception de conversations téléphoniques des autorités syriennes. Des échantillons prélevés sur les victimes ont été sortis de Syrie ».
Selon le Washington Post, le renseignement américain a enregistré chaque étape de l'attaque chimique, des préparatifs ayant débuté le 18 août, en passant par l'utilisation de masques à gaz par l'armée syrienne le 21 août, jusqu'à l'évaluation effectuée après l'attaque par les fonctionnaires syriens eux-mêmes, avec notamment un enregistrement-clé d'un message indiquant aux équipes syriennes chargées de l'attaque de stopper l'opération. Le Washington Post affirme cependant que, même si le rapport du renseignement américain est très détaillé, aucun enregistrement n'a été fourni, afin de protéger les sources et les méthodes.
D'après l'universitaire Thomas Pierret : « L'argumentaire des pro-Assad fut mis à mal dès le 27 août à la suite de la mise en ligne d'images qui, en dépit de leur importance capitale, n'ont guère retenu l'attention des médias occidentaux. Ces images, diffusées sur la blogosphère anglophone par Brown Moses, montrent des bérets rouges de la Garde Républicaine d'Assad procédant au tir de l'une desdites roquettes « artisanales » au moyen d’un lanceur iranien de type Falaq-2. [...] Combinée au rapport de l'ONU, les images évoquées ici ne laissent donc aucune espèce de doute quant à la culpabilité du régime de Bachar al-Assad dans l'attaque chimique la plus meurtrière depuis la tragédie de Halabja en 1988 ».
Pour l'universitaire Olivier Lepick, spécialiste des armes chimiques et chercheur de la Fondation pour la recherche stratégique, « la simultanéité de l'attaque, dans des endroits différents, réclame un savoir-faire tactique indéniable que seul le régime syrien possède ». Selon lui, « il existe un tel faisceau de présomptions qu'il ne fait aujourd'hui aucun doute que le régime syrien est à l'origine de l'attaque chimique de la Ghouta ». L'historien universitaire François Géré abonde dans ce sens, estimant qu'il y a « 98 % de chances pour que le régime syrien soit l'auteur de l'attaque, bien qu'il ne faille pas négliger les 2 % restants ».
En décembre 2013, dans un article du London Review of Books, le journaliste d'investigation Seymour Hersh accuse l'administration Obama d'avoir « délibérément manipulé les renseignements » concernant le massacre de la Ghouta, pour justifier des frappes militaires contre le régime syrien. Il estime que l'attaque pourrait avoir été commise par les rebelles, que les roquettes utilisées seraient de fabrication artisanale et affirme que selon un rapport secret de la CIA, le groupe djihadiste Front al-Nosra aurait la possibilité de se procurer et d'utiliser du sarin. D'après le journaliste, Barack Obama aurait également accusé le régime en s'appuyant non sur des communications interceptées au moment de l'attaque, mais sur des interceptions réalisées en décembre 2012 et analysées a posteriori. Cependant l'article de Seymour Hersh a été d'abord refusé par le Washington Post, estimant que les sources utilisées « ne correspondent pas à [ses] normes ». Ses informations sont également démenties par la Direction du renseignement national, dont le porte-parole Shawn Turner déclare : « Il n'y a pas d'indice à l'appui des allégations de M. Hersh et la suggestion qu'il y a eu une manœuvre pour supprimer des renseignements est simplement fausse ».
En janvier 2014, Richard Lloyd, ancien inspecteur de l'ONU spécialiste des missiles, et Theodore Postol (en), professeur au MIT retraité, publient un rapport de 23 pages. Se basant sur le postulat que les roquettes n'ont pu être tirées depuis le territoire occupé par l'armée russes, ils étudient de nombreuses photos et vidéos d'ogive, de restes de roquettes, d'impacts au sol, et de barils contenant le sarin en source ouverte et ont réalisé une analyse physique interne qui permet, selon le docteur George Stejic, directeur des laboratoires Tesla qui emploient Richard Lloyd, d'établir le volume de sarin utilisé, la portée des missiles, leur direction ainsi que l'endroit d'où ils ont été tirés. Le rapport contredit le rapport américain, notamment en affirmant que les roquettes tirées étaient de courte portée, une conclusion que François Géré, directeur de l'Institut français d'analyse stratégique (Ifas), juge « crédible », d'autant plus qu'elle est évoquée par le rapport final de l'ONU. Or, le rapport américain affirme que les roquettes ont été tirées depuis le « cœur » du territoire contrôlé par le régime à Damas : au contraire, tout point situé à deux kilomètres des impacts se situe en territoire rebelle. Mais d'après François Géré et Olivier Lepick, il est probable que le régime ait avancé ses vecteurs de lancement au plus près des positions adverses, pour réduire le temps de passage au-dessus de ses propres troupes et ainsi diminuer les risques de bavure. Olivier Lepick considère par ailleurs que « la simultanéité des attaques et la quantité de Sarin utilisé rend très peu plausible le fait que la rébellion ait pu mener ces attaques », et doute que la rébellion « dispose du savoir-faire tactique nécessaire »,. Selon Conspiracy Watch, le rapport ne disculpe pas le régime de l'attaque.
Si les conclusions du rapport de 2013 sont prudentes, en juillet 2014 Theodore Postol franchit un cap en affirmant sur la chaîne de télévision russe RT que l'attaque chimique a été effectuée par les rebelles. En avril 2014, le journaliste Seymour Hersh reprend l'argument du rapport Lloyd-Postol et affirme, en se basant sur quelques sources anonymes, que l'attaque chimique de la Ghouta est un complot. Cependant le rapport de Richard Lloyd et Theodore Postol (en) est controversé,. La participation à la rédaction de ce rapport de Maram Susli, une étudiante syrienne en chimie ouvertement favorable à Bachar el-Assad et au Hezbollah et ayant exprimé sur les réseaux sociaux des propos conspirationnistes, est notamment critiquée par certains médias,,,. En 2014, Eliot Higgins, fondateur du site internet Bellingcat et Dan Kaszeta, spécialiste des armes chimiques, critiquent également l'article de Seymour Hersh et le rapport de Lloyd et Postol, qui selon eux s'est basé sur une carte des positions erronées et a sous-estimé la portée des roquettes Volcano utilisées par le régime,,,,,,,,. Selon Postol et Lloyd, la portée maximale des roquettes utilisées lors de l'attaque sont de 2,5 à 3,5 kilomètres, mais en s'appuyant sur des images filmées par l'agence de presse abkhazienne ANNA News, Bellingcat conclut que l'armée syrienne se trouvait, dans les quartiers de Qaboun et Jobar, à une distance de 2 à 3 kilomètres des points d'impact des roquettes. Pour Cheryl Rofer, spécialiste des armes chimiques et contributrice pour Bellingcat : « Postol opère à partir d’un ensemble d’hypothèses naïves, basées sur l’expérience limitée de son informatrice dans un laboratoire de chimie en première année. Nous avons pour résultat une analyse erronée du problème et les questions absurdes qu’il a posées à Kaszeta. Aucun des arguments de Postol ne sonne comme s’il avait été écrit par un chimiste ou par quiconque avec une réelle expérience professionnelle dans le domaine de la chimie ». Pour Eliot Higgins : « Il semble clair que toutes les tentatives d’accuser l’opposition pour l’attaque du 21 août [2013] s’effondrent dès que l’on examine les informations les plus basiques établies à propos de l’attaque ». Les analyses de Higgins et de Bellingcat sont appuyées par l'universitaire Thomas Pierret,, ou encore par l'historien Cédric Mas. Le chercheur Ziad Majed attribue également la responsabilité du massacre au régime syrien.
Conspiracy Watch indique que l'attaque chimique de la Ghouta est un « cas d’école du conspirationnisme pro-Assad ». La responsabilité du régime syrien étant niée par plusieurs réseaux d'extrême droite.
En 2018, l'agence de presse Reuters rapporte que les laboratoires de l'Organisation pour l'interdiction des armes chimiques (OIAC) ont comparé les échantillons prélevés après les attaques chimiques la Ghouta en 2013 et celle de Khan Cheikhoun en 2017. Les analyses montrent qu'ils contiennent des marqueurs chimiques (hexamine et hexafluorure de phosphore) identiques à ceux des échantillons recueillis sur les produits dont le régime syrien avait accepté de se défaire au début de 2014 à la suite de l'accord intervenu à l'intervention de la Russie. L'utilisation d'hexamine est une caractéristique unique du processus de fabrication du sarin par l'armée syrienne,. L'agence Reuters indique que selon les experts indépendants, les résultats de ces analyses sont les preuves scientifiques les plus solides de la responsabilité du gouvernement syrien dans l'attaque chimique de la Ghouta.

## Témoignages, pressions, menaces et effacement des traces
Pierre Piccinin da Prata, enlevé en Syrie par les rebelles à Qousseir, dans le gouvernorat de Homs, et libéré le 8 septembre 2013, a affirmé que le sarin n'avait pas été utilisé par le régime de Bachar el-Assad, déclaration accueillie avec prudence par le chef de la diplomatie belge, Didier Reynders, et démentie par son compagnon de captivité, le reporter italien Domenico Quirico qui écrit : « C'est une folie de dire que je sais qu'Assad n'a pas utilisé de gaz » et précise : « Nous n'avons rien vu de ce qui se passait en Syrie pendant notre détention, et donc de l'attaque chimique ». Il précise qu'ils ont entendu une conversation en anglais depuis la pièce où ils étaient enfermés, entre trois personnes dont ils ne connaissent rien et dont l'un s'est présenté comme un général de l'ASL. « Dans cette conversation, ils disaient que l'attaque au gaz sur deux quartiers de Damas avait été lancée par les rebelles comme une provocation, pour conduire l'Occident à intervenir militairement. Pour eux, le nombre de morts était exagéré. Je ne sais pas si c'était vrai : je n'ai aucun élément pour confirmer cette thèse et je n'ai aucune idée de la fiabilité de ces personnes. Je ne peux absolument pas dire si cette conversation était fondée sur des faits réels »,.
Selon plusieurs ONG syriennes, après la reprise de la Ghouta orientale par le régime au printemps 2018, le régime multiplie les tentatives d'effacement de toutes traces et témoignages concernant l'attaque chimique : descentes de mukhabarats, violence, arrestations de témoins (médecins, infirmiers, secouristes, responsables des cimetières et personnes ayant été chargées d'inhumer les corps des victimes et témoins directs), intimidations, menaces envers les proches, confessions forcées (interrogatoires menés sous la pression afin de filmer un faux témoignage, notamment revenir sur ses précédents témoignages ou affirmer que l'attaque n'aurait pas existé et que les protagonistes auraient joué la comédie à l'époque), exhumation et déplacement de corps vers des lieux tenus secrets. Plusieurs témoins et défenseurs des droits ont quitté illégalement la Syrie afin de pouvoir témoigner et fournir des preuves matérielles à la justice internationale,,,,.
Selon le docteur Mohamad Katoub, de nombreux témoins directs et familles de victimes des attaques ayant témoigné publiquement ont subi des pressions et chantages, qui les ont « parfois amenés à se dédire de leurs premières dépositions », des Syriens réfugiés en Europe ont reçu des appels téléphoniques « d’agents du régime les menaçant de s’en prendre aux membres de leurs familles restés en Syrie, s’ils témoignaient des attaques chimiques »,.
En 2020, une pédiatre syrienne, Amani Ballour, qui a pu remettre des preuves de l'utilisation d'armes chimiques et un rapport concernant la situation dans les hôpitaux de Douma au Conseil de sécurité de l'ONU est accusée par le gouvernement syrien de mentir et devient la cible d'une campagne visant à la discréditer.

## Conséquences pour la rébellion
Après la volte-face américaine, les opposants qui avaient misé sur une intervention militaire occidentale pour les soutenir sont désormais discrédités. Le 24 septembre 2013, des brigades du Front islamique de libération syrien et du Front islamique syrien déclarent qu'elles rejettent la Coalition nationale syrienne et affirment que cette organisation ne les représente pas. Ces deux mouvements sont dissous deux mois plus tard et le 22 novembre, plusieurs groupes rebelles islamistes — dont les principaux sont Ahrar al-Cham, Jaysh al-Islam et Liwa al-Tawhid — annoncent la formation d'un nouveau rassemblement ; le Front islamique, qui devient le plus important mouvement rebelle syrien,.
Bernard Bajolet, directeur général de la DGSE entre 2013 et 2017, estime dans une interview au Monde en novembre 2018 que « le revirement américain sur les frappes contre les installations chimiques en 2013 » fut « un tournant du conflit ». Selon lui : « Il n’a jamais été question à ma connaissance de renverser le régime, mais de bien marquer le fait que l’utilisation de l’arme chimique était une ligne rouge. [...] Il fallait donner un signal fort qui aurait eu un effet important pour l’opposition. Il ne s’est rien passé et elle en a conclu qu’elle était lâchée. Cela a changé la donne, les termes de la négociation, et fait monter le djihadisme. Les véritables ennemis de Bachar et de la Russie étaient, au début, les groupes modérés de la rébellion ».

## Justice
Le 5 octobre 2020, trois ONG de défense des droits humains (Syrian Archive, le Centre syrien pour les médias et la liberté d'expression (SCM) et Open Society Justice Initiative), portent plainte contre le régime syrien pour crime contre l'humanité.
Le dossier des ONG comprend les témoignages d'au moins 17 survivants et de plus de 50 anciens militaires et anciens responsables du gouvernement, qui avaient connaissances du programme chimique syrien ou de projets d'attaques chimiques sur la Ghouta, et qui ont fait défection depuis. Le dossier comprend également des centaines de preuves matérielles, y compris des images et vidéos, ainsi que la chaîne de commandement militaire syrienne,.
La plainte est déposée en Allemagne. À l'instar du procès de Coblence, les plaignants s'appuient sur le principe de compétence universelle de la justice allemande pour tenter de poursuivre les responsables de l'attaque chimique de la Ghouta, ainsi que de celle de Khan Cheikhoun d'avril 2017, car jusqu'alors, les vétos, notamment russes, au Conseil de sécurité de l'ONU et à l'OIAC ont permis une totale impunité. Selon les plaignants, des mandats d'arrêt internationaux pourraient être délivrés contre de hauts dignitaires du régime syrien, y compris Bachar et Maher el-Assad,,.
Le 1er mars 2021, une plainte pour crimes de guerre et crimes contre l'humanité est déposée à Paris, concernant cet événement ainsi qu'une précédente attaque survenue le 5 août 2013 à Adra et Douma,,. Elle vise les plus hautes sphères du régime syrien, selon le SCM, et en particulier Bachar el-Assad et son frère Maher el-Assad qui aurait lancé les attaques.
En avril 2021, une plainte similaire est également déposée en Suède, concernant les attaques chimiques de la Ghouta et de Khan Cheikhoun,.
En novembre 2023, la justice française émet quatre mandats d'arrêt internationaux contre Bachar el-Assad, Maher el-Assad, le général Ghassan Abbas, directeur de la branche 450 du CERS, et Bassam al-Hassan, officier de liaison et chef de la sécurité, accusés de complicité de crimes contre l'humanité pour les attaques chimiques perpétrées à l'été 2013 en Syrie, dont celle du 21 août.

### Rapports
- Rapport français : Synthèse nationale de renseignement déclassifié - Programme chimique Syrien (Rapport officiel en français du 2/09/2013) - lire en ligne :
- Rapport des inspecteurs de l'ONU su 13 septembre 2013 (Rapport officiel en anglais) - lire en ligne :

### Cartes
- Où ont eu lieu les bombardements à l'arme chimique le 21 août, Le Monde, 28 août 2013.

### Articles
- Élie Guckert, Le massacre chimique de la Ghouta, cas d’école du conspirationnisme pro-Assad, Conspiracy Watch, 21 août 2020.
- Muhammad Idrees Ahmad, The day the world stood still, Newlines, 23 février 2021.

### Podcast
- Tobias Schneider, Nowhere to hide, épisode 3, GPPI, 8 juin 2022.